# Tigrillo (tira de prensa)
Tiger (traducido al castellano como Tigrillo) es una tira de prensa estadounidense creada por el historietista Bud Blake. Lanzada el 3 de marzo de 1965, esta popular y duradera tira sobre un grupo de niños que vivían en la zona residencial de una gran ciudad llegó a ser distribuida por King Features Syndicate a 400 periódicos de todo el mundo en su mejor momento.
La National Cartoonists Society reconoció a Tiger como la mejor tira cómica en 1970, 1978 y 2000, con una nominación adicional en 1998. Blake dibujó la tira hasta los 85 años, dos años antes de su muerte el 26 de diciembre de 2005. Después de que Blake se jubilara, la tira continuó apareciendo en forma de reediciones, y todavía en diciembre de 2005, según su agencia de distribución, Tiger se publicaba en más de 100 periódicos de 11 países. También se publicó en revistas infantiles como las españolas Gaceta Junior (1969), Fuera Borda (1984-1985) o Zipi y Zape Especial y en la argentina "Anteojito"
Joe Kubert comentó sobre Blake y su tira, "Conozco su obra, y siempre me ha encantado. Fue un artista y humorista gráfico maravilloso."